# Варламов, Алексей Григорьевич
Алексей Григорьевич Варламов (8 августа 1920, Галич, Костромская область — 26 марта 2000, Нижний Новгород) — советский и российский художник. Заслуженный художник РСФСР (1969). Народный художник России (2000).

## Биография
В 1935-1940 гг. учился в Горьковском художественном училище, ученик А. В. Самсонова, Л. А. Хныгина. Жил и работал в Горьком. С 1945 по 1947 год преподавал в Горьковском художественном училище. Член Союза художников России с 1949 года. 
Работал в области жанровой картины, портрета. Автор исторических полотен. Создал ряд известных жанровых работ, в том числе картину «По Волге широкой», находящуюся в Государственном художественном музее Нижнего Новгорода. Работы Варламова представлены в Третьяковской галерее (Москва), Государственного Русского музея (СПб), в художественных музеях Нижнего Новгорода, Ярославля, Костромы, Рязани. В Нью-Йорке (США) открыта галерея им. А. Г. Варламова.
Участник выставок с 1940. Экспонент художественных выставок «Большая Волга», 1964, 1967, 1970,1974, 1980, 1991, 1998 годы, республиканских в г. Москва, в 1960, 1967, 1970, 1985 годах, Всесоюзных в г. Москва, 1949, 1950 годы. Персональные выставки: Горький, 1970 г., Нижний Новгород, 1991 г.
Похоронен на Красном кладбище.

## Основные работы
- «Девушка с цветами» (1946);
- «В нашем колхозе праздник» (1948);
- «Зимой» (1948);
- «Сельская детвора» (1948);
- «Юные авиамоделисты» (1949);
- «В. И. Ленин с детворой» (1950);
- «По Волге широкой» (1954);
- «Золотая свадьба» (1960).